# Гарпалике (спутник)
Гарпалике (от др.-греч. Ἁρπαλύκη) — нерегулярный спутник планеты Юпитер, известный также как Юпитер XXII.

## Открытие
Был обнаружен 23 ноября 2000 года группой астрономов из Гавайского университета под руководством Скотта Шеппарда и получил временное обозначение S/2000 J 5. В августе 2003 года получил название в честь персонажа древнегреческой мифологии Гарпалики.

## Орбита
Гарпалике совершает полный оборот вокруг Юпитера на расстоянии в среднем 21 105 000 км за 623 дня и 7 часов. Орбита имеет эксцентриситет 0,226. Наклон ретроградной орбиты к локальной плоскости Лапласа 148,6°. Принадлежит к группе Ананке.

## Физические характеристики
Диаметр Гарпалике составляет около 4 км. Плотность оценивается в 2,6 г/см³. Спутник предположительно состоит преимущественно из силикатных пород. Поверхность очень тёмная, имеет альбедо 0,04. Звёздная величина равна 22,6m.